# Castello di Serravalle
Castello di Serravalle ist eine Fraktion der italienischen Gemeinde (comune) Valsamoggia in der Metropolitanstadt Bologna, Region Emilia-Romagna. 

## Geographie
Castello di Serravalle liegt etwa 25 km südwestlich von Bologna auf einer Höhe von 182 m s.l.m. an den nördlichen Ausläufern des toskanisch-emilianischen Apennin. 

## Geschichte
1862 wurde die Gemeinde Serravalle in Castello di Serravalle umbenannt.

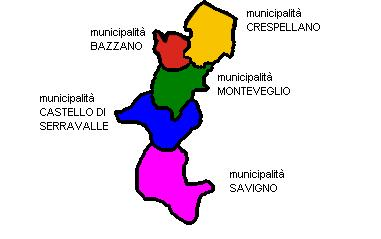
Gliederung von Valsamoggia mit Castello di Serravalle in blau

Zum 1. Januar 2014 bildete Castello di Serravalle zusammen mit den Gemeinden Bazzano, Crespellano, Monteveglio und Savigno die neue Gemeinde Valsamoggia. Der Gemeindefusion war ein Volksentscheid am 25. November 2012 vorausgegangen, bei dem sich in Castello di Serravalle, Crespellano und Monteveglio eine Mehrheit für und in Bazzano und Savigno eine Mehrheit gegen den Zusammenschluss aussprach. In Castello di Serravalle lag die Befürwortung bei 51,74 %. Die Ergebnisse aller fünf Gemeinden zusammengerechnet ergab ein Votum von 51,46 % für die Fusion. Zum ehemaligen Gemeindegebiet der Streugemeinde gehörten neben Castello di Serravalle die Fraktionen Bersagliera, Castelletto mit dem ehemaligen Gemeindesitz und wirtschaftlichen Zentrum der Gemeinde, Fagnano, Mercatello, Ponzano, Maiola, Tiola und Zappolino. 

## Sehenswürdigkeiten
Zu den wichtigsten Sehenswürdigkeiten gehören der Palazzo Boccadiferro, die Torre della Guardia (Wachturm) und der Palazzo del Capitano (Kapitänpalast), der später ins Rathaus umgewandelt wurde, zudem der Glockenturm und die Kirche von St. Peter.
In der im 18. Jahrhundert erbauten Kirche von Sant’Apollinare werden Meisterwerke der Künstler Pio Passuti aus Bazzano, Giuseppe Marchesi von Bologna sowie Luigi Samoggia und Bartolomeo Passarotti aufbewahrt. Auf dem Hügel Zappolino, dem Sitz der Burg, die im Krieg zwischen Modena und Bologna im Jahre 1325 eine Hauptrolle gespielt hat, befindet sich die Kirche von St. Anton, die 1958 die im Jahre 1929 durch ein Erdbeben zerstörte Kirche ersetzt hat.
In Fagnano befindet sich die Kirche von Santa Maria Assunta mit ihrem vorromanischen Glockenturm und ihrem langen Kreuzgang mit Loggia. Eine Gedenktafel neben der im 19. Jahrhundert ausgebauten Kirche gedenkt des Papstes Honorius II, der aus Fagnano gestammt haben soll. 
Von Zappolino bis Savigno über das Samoggia-Tal begegnet man vielen weiteren Bauwerken: den Case Rosse (Rote Häuser) aus dem 15. Jahrhundert, Cà Bertù und den Gebäuden von Cuzzano (Palast, Turm und Kirche des Heiligen Kreuz). In Maiola kann man die Kirche von St. Johannes vom Jahre 1300 besuchen, die Anfang des 20. Jahrhunderts im neu-byzantinischen Stil umgebaut wurde, und die Torre di Gavezzano, Case Ceccoli di Sotto und Tiola, den Sitz einer alten Burg. Auf dem Gipfel des Hügels ragt die Kirche von St. Michael hoch auf, dessen heutiges Gebäude auf das 18. Jahrhundert zurückgeht.